# Guitars, Woodwinds & Bongos
Guitars, Woodwinds & Bongos è un album discografico a nome di Al Caiola and Orchestra, pubblicato dalla casa discografica United Artists Ultra Audio nel novembre del 1960.

## Tracce
Lato A
1. Give Me the Simple Life – 2:17 (Rube Bloom, Harry Ruby)
2. Cuckoo – 2:21 (Marvin Hatley)
3. I May Be Wrong But I Think You're Wonderful – 2:19 (Harry Ruskin, Henry Sullivan)
4. Steel Guitar Rag – 1:56 (Leon McAuliffe, Cliff Stone, Merle Travis)
5. Bernie's Tune – 2:30 (Bernie Miller)
6. Let's Call the Whole Thing Off – 2:15 (Ira Gershwin, George Gershwin)

Lato B
1. Jeepers Creepers – 2:25 (Johnny Mercer, Harry Warren)
2. Dance of the Spanish Onion – 1:40 (David Rose)
3. Gypsy in My Soul – 2:35 (Clay Boland, Moe Jaffe)
4. Petite Waltz – 2:07 (Joe Heyne)
5. Too Marvellous for Words – 2:19 (Johnny Mercer, Richard A. Whiting)
6. Tango Boogie – 1:55 (Al Caiola)

## Musicisti
- Al Caiola - chitarra
- John Pizzarelli - chitarra
- Tony Mottola - chitarra
- Don Arnone - chitarra
- Al Casamenti - chitarra
- Arthur Ryerson - chitarra
- James Mitchell - chitarra
- Romeo Penque - sassofono
- Phil Bodner - sassofono
- Gerald Sanfino - sassofono
- Moe Wechsler - pianoforte
- Jerry Bruno - contrabbasso
- Bob Rosengarden - batteria
- George Devens - percussioni
- Edwin Costa - percussioni
- Phil Kraus - percussioni
- Arthur Marotti - percussioni

Note aggiuntive
- Don Costa - produttore
- Ron Nachman - direttore alla produzione
- Registrazioni effettuate al Bell Sound Studios di New York
- Bill Stoddard - ingegnere delle registrazioni
- Emmett McBain (Chicago) / Mitchell Morrison (New York) - design copertina album
- Maurice Seymour - fotografia[3]